# Пальмариджи
Пальмариджи (итал. Palmariggi) — коммуна в Италии, располагается в регионе Апулия, в провинции Лечче.
Население составляет 1584 человека (2008 г.), плотность населения составляет 183 чел./км². Занимает площадь 9 км². Почтовый индекс — 73020. Телефонный код — 0836.
Покровительницей коммуны почитается Пресвятая Богородица (Maria Vergine della Palma), празднование в последнее воскресение июля.

## Демография
Динамика населения:

## Администрация коммуны
- Официальный сайт: http://www.comune.palmariggi.le.it/ Архивная копия от 13 сентября 2010 на Wayback Machine